# Kurtis Kraft 500B
Chronologie des modèles (1953 - 1957)
Kurtis Kraft 500A Kurtis Kraft 500C
La Kurtis Kraft 500B est une monoplace conçue pour courir sur des anneaux de vitesse comme l'Indianapolis Speedway. Divers pilotes l'engagent entre 1953 et 1957 aux 500 miles d'Indianapolis qui compte alors pour le Championnat du monde de Formule 1.

## Historique
Équipée d'un 4 cylindres en ligne Offenhauser la majorité du temps, il est remplacé lors de l'édition 1953 par un V8 Cadillac sur la voiture de Bill Homeier.
En 1953, 8 Kurtis Kraft 500B sont engagées et Fred Agabashian se qualifie à la deuxième place ; Il réalise le meilleur résultat de la monoplace en course en terminant quatrième. Trois pilotes ne se qualifient pas et Johnnie Parsons est victime d'une panne moteur.
En 1954, seul Ernie McCoy engage une 500B ; qualifié vingtième, il finit seizième.
En 1955, cinq voitures sont engagées dont une est non-qualifiée. Cal Niday, neuvième, est l'auteur de la meilleure qualification. Au cours de cette édition que Jimmy Davies termine troisième.
L'année suivante, quatre pilotes conduisent la Kurtis Kraft 500B. Ray Crawford réalise la meilleure performance en qualification avec une dix-septième place ; aucun pilote Kurtis ne termine la course.
La monoplace apparaît une dernière fois aux 500 miles d'Indianapolis 1957, aux mains d'Elmer George qui se qualifie neuvième et abandonne en course, victime d'un accident.